# Захарків Олександра Теодорівна
Володими́ра-Олекса́ндра Теодо́рівна Захарків (нар. 7 жовтня 1937, Львів — 10 січня 2015) — український мовознавець. Кандидат філологічних наук (1982).
Автор понад 140 публікацій, серед яких наукові, науково-популярні, публіцистичні статті, праці з галузі методики, мемуаристики, рецензії.
Співавтор колективних лексикологічних наукових монографій, Словника староукраїнської мови XIV—XV ст.ст., який 1978 року було відзначено першою академічною премією імені Івана Франка, Словника української мови XVI — 1-ї половини XVII ст. й Атласу української мови.
Громадський діяч. Від початку заснування Обласної організації Товариства рідної мови ім. Т. Шевченка («Просвіти») тривалий час (1988—1990 рр.) очолювала в ній лінгвістичну секцію. Член Педагогічного товариства ім. Г. Ващенка.

## Життєпис
1959 року закінчила філологічний факультет Львівського університету.
Працювала
тривалий час (1959—1961 та 1969—1990) у відділі мовознавства Інституту суспільних наук (тепер — Інститут українознавства імені Івана Крип'якевича) як лексикограф і діалектолог.
1982
року захистила кандидатську дисертацію «Словотвір іменників бойківського говору
(назви носія процесуальної ознаки)».
1990—1993      старший викладач кафедри теорії та історії
світової і вітчизняної культури Львівського Торговельно-економічного інституту.
1993—2003      доцент кафедри української мови Державного
університету «Львівська політехніка».
2001—2015      доцент кафедри гуманітарної освіти
Львівського обласного інституту післядипломної педагогічної освіти.
Перейшовши на педагогічну роботу, зосередила увагу на освітній сфері та тісно пов'язаних з нею наукових проблемах історії української мови, культури мовлення, психолінгвістики, на дискусійних питаннях формування системи українського правопису тощо.
Неодноразово брала участь у мовних передачах обласного радіо і телебачення.

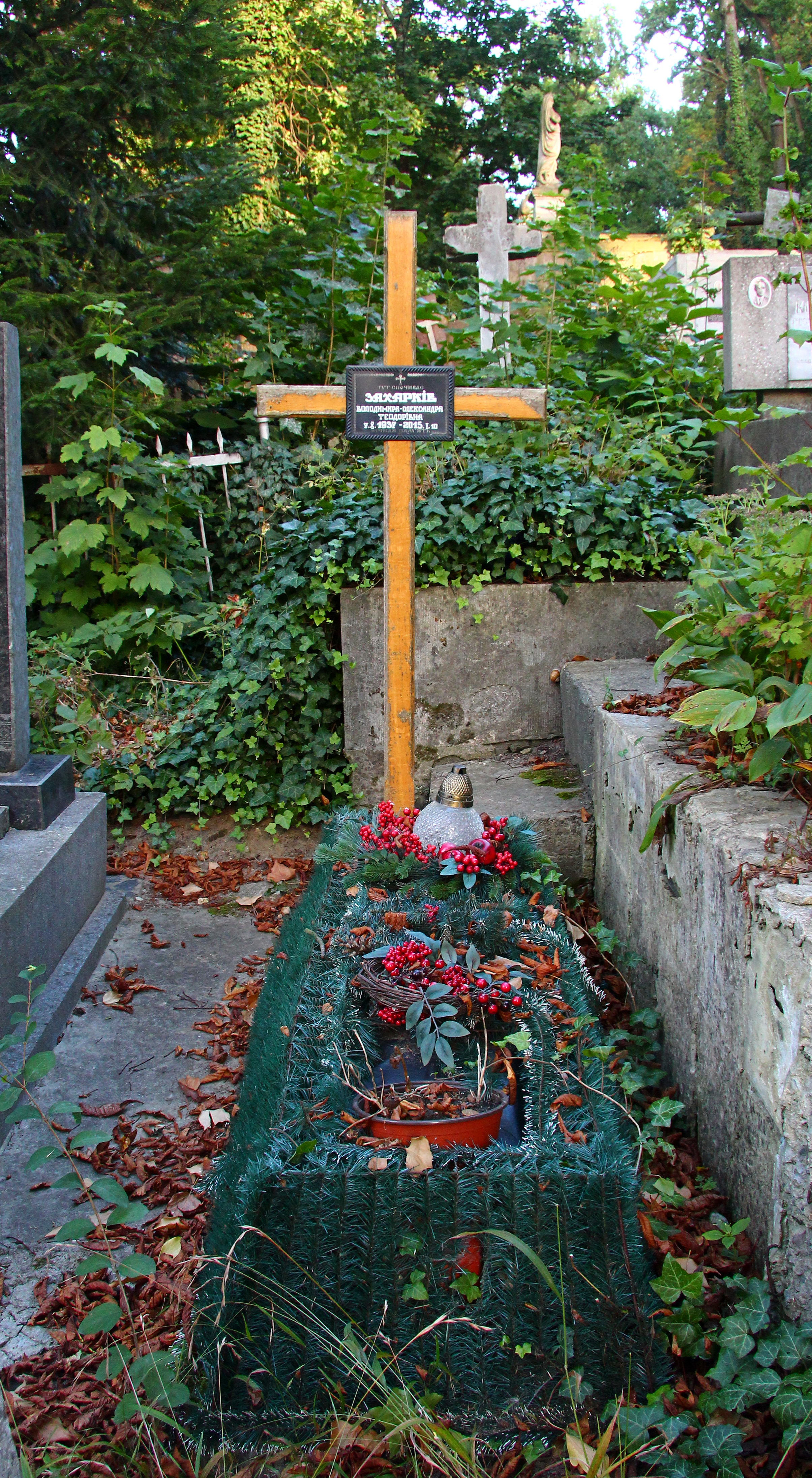

Померла 10 січня 2015 року. Похована на полі № 63 Личаківського кладовища у Львові.